# 南部直登
南部 直登（なんぶ なおと、1950年9月7日 - ）は、福井県福井市出身の演歌・歌謡曲の歌手、ギタリスト。所属レコード会社はテイチクエンタテインメント、レーベルはテイチクレコードである。
横浜市を中心に活動し、菅義偉を支援している。

## 代表曲
- 盛春歌 （2007年）
- 盛春の条件 （2007年）
- 九頭竜の流れ （2008年） - クリーン・アップ九頭竜川キャンペーンソング
- 盛春ヨコハマ （2008年）
- 東京霧情 （2010年）
- えぇじゃないか ええもん屋 （2011年）
- 風風の花～昭和問わず語り～ （2011年）
- 未練海峡 （2011年）
- 涙のBIRTHDAY KISS （2011年）
- さすらい北心中 （2011年）
- 黒の別れ唄 （2011年）
- おもいで喫茶店 （2011年）
- 盛春の歌/一途に前を/風の道（2014年）

「一途に前を」は菅義偉への応援歌。